# Россман, Густав
Густав Россман (нем. Gustaw Rossmann) — немецкий архитектор и инженер-строитель из Дюссельдорфа, подпоручик запаса.
До 1 июня 1917 года — руководитель художественной части и главный архитектор-проектировщик Округа V — «Пильзно» Департамента воинских захоронений К. и К. военной комендатуры в Кракове.
Создал проекты и занимался постройкой 27 Западногалицийских воинских кладбищ периода Первой Мировой войны на территории бывшего королевства Галиции и Лодомерии.
Им реализованы проекты также и в соседних округах, где он участвовал в конкурсах на лучший проект.
По его проектам изготавливались и устанавливались на кладбищах красивые деревянные центральные кресты с железной оковкой и коваными украшениями из железа — «Holzkreuz mit schmiedeeisernem Zierat».
Среди нереализованных проектов Россмана остались чертежи часовни на воинском кладбище в Оломоуце, минарет на турецком кладбище и самая большая в Западной Галиции кирпичная часовня в стиле необарокко у входа на братское кладбище № 192 в Любче (Округ VI — Тарнув).
Авторству Россмана принадлежат также ряд картин с видами воинских кладбищ Первой Мировой войны.

## Работы
- Воинское кладбище № 217 (Янушковице) — памятник культуры Подкарпатского воеводства;
- Воинское кладбище № 221 (Клеце) — памятник культуры Подкарпатского воеводства;
- Воинское кладбище № 222 (Бжостек) — памятник культуры Подкарпатского воеводства;
- Воинское кладбище № 223 (Бжостек);
- Воинское кладбище № 224 (Бжостек);
- Воинское кладбище № 225 (Бжостек).